# Дигесты
Диге́сты (лат. Digesta — «собранное», «приведённое в систему») — обширный систематизированный сборник извлечений из трудов авторитетных римских юристов, являющийся важнейшей частью свода римского гражданского права Corpus iuris civilis. Полное название сборника — «Господина нашего священнейшего принцепса Юстиниана права очищенного и собранного из всей древней юриспруденции Дигесты, или Пандекты» (лат. Domini nostri sacratissimi principis Iustiniani iuris enucleati ex omni vetere iure collecti Digestorum seu Pandectarum), отсюда другое название — Пандекты (греч. πανδέκτης — «всеобъемлющий, всеохватный»).
Дигесты были составлены по приказу византийского императора Юстиниана I в 530—533 годах. Они состоят из 50 книг, включающих в себя более 9000 извлечений из юридических сочинений. Тексту Дигест (то есть и каждому включённому в них мнению конкретного учёного-юриста) была придана сила закона. Большую часть Дигест составляют нормы частного права; кроме того, они регулируют некоторые публично-правовые вопросы, а также содержат изложение ряда общих принципов права.
Дигесты представляют собой выдающийся правовой памятник не столько VI века, сколько I—III веков — эпохи расцвета римской классической юриспруденции. Составив основной предмет рецепции римского права, Дигесты оказали значительное влияние на становление современного гражданского законодательства и науки гражданского права, а также на формирование общей теории права.

## Юриспруденция как источник римского права
Основными источниками права в Римской империи являлись сочинения наиболее авторитетных римских юристов классической эпохи, именовавшиеся «правом» (лат. ius), и императорские конституции, именовавшиеся «законами» (лат. leges).
Таким образом, особенность римского права заключалась в том, что одним из важнейших его источников была юриспруденция — профессиональная деятельность юристов, осуществлявшаяся в следующих формах: cavere («составлять иски и сделки»), agere («вести дела в суде») и respondere («дача ответов»). Состязательность римского судебного процесса, несовершенство писаного права и недостаточная квалификация должностных лиц вели к тому, что последняя форма юридической деятельности — мнения профессиональных юристов — стала пользоваться едва ли не большей авторитетностью, чем позитивное законодательство. Этому способствовала и императорская власть: Октавиан Август постановил, что авторитетное разъяснение по вопросам права (лат. responsa) дается как бы от имени императора; Тиберий положил начало практике наделения некоторых наиболее авторитетных юристов «правом ответов» (лат. ius respondendi). Советы юристов (responsa prudentium), получивших данное право, были обязательными для должностных лиц империи.

## Составление Дигест

### Предпосылки кодификации
Начиная с эпохи Кризиса III века римская юриспруденция приходит в упадок. В эпоху абсолютной императорской власти монархи постепенно сосредотачивают в своих руках всю законодательную власть, перестав давать юристам «право ответов». В 426 году императоры Валентиниан III (Западная Римская империя) и Феодосий II (Византийская империя) существенно ограничили число юристов, чьё мнение имело силу закона для суда, издав специальный закон — lex Allegatoria, получивший в литературе название «Закон о цитировании». Отныне суды могли руководствоваться мнением лишь пяти юристов: Папиниана, Юлия Павла, Ульпиана, Модестина и Гая. В случае противоречия между высказанными ими мнениями судьям предписывалось отдавать предпочтение мнению большинства, а при равенстве голосов — мнению Папиниана; в отсутствие данных условий выбор решения оставался за судьей.
Место главных источников права занимают императорские конституции, которые начали перерабатываться в виде первых, пока ещё частных кодификаций — Кодекса Грегориана и Кодекса Гермогениана. В 438 году комиссия чиновников и адвокатов, назначенная Феодосием II, составила Кодекс Феодосия — полную государственную кодификацию действующих императорских конституций.

### Работа над Дигестами

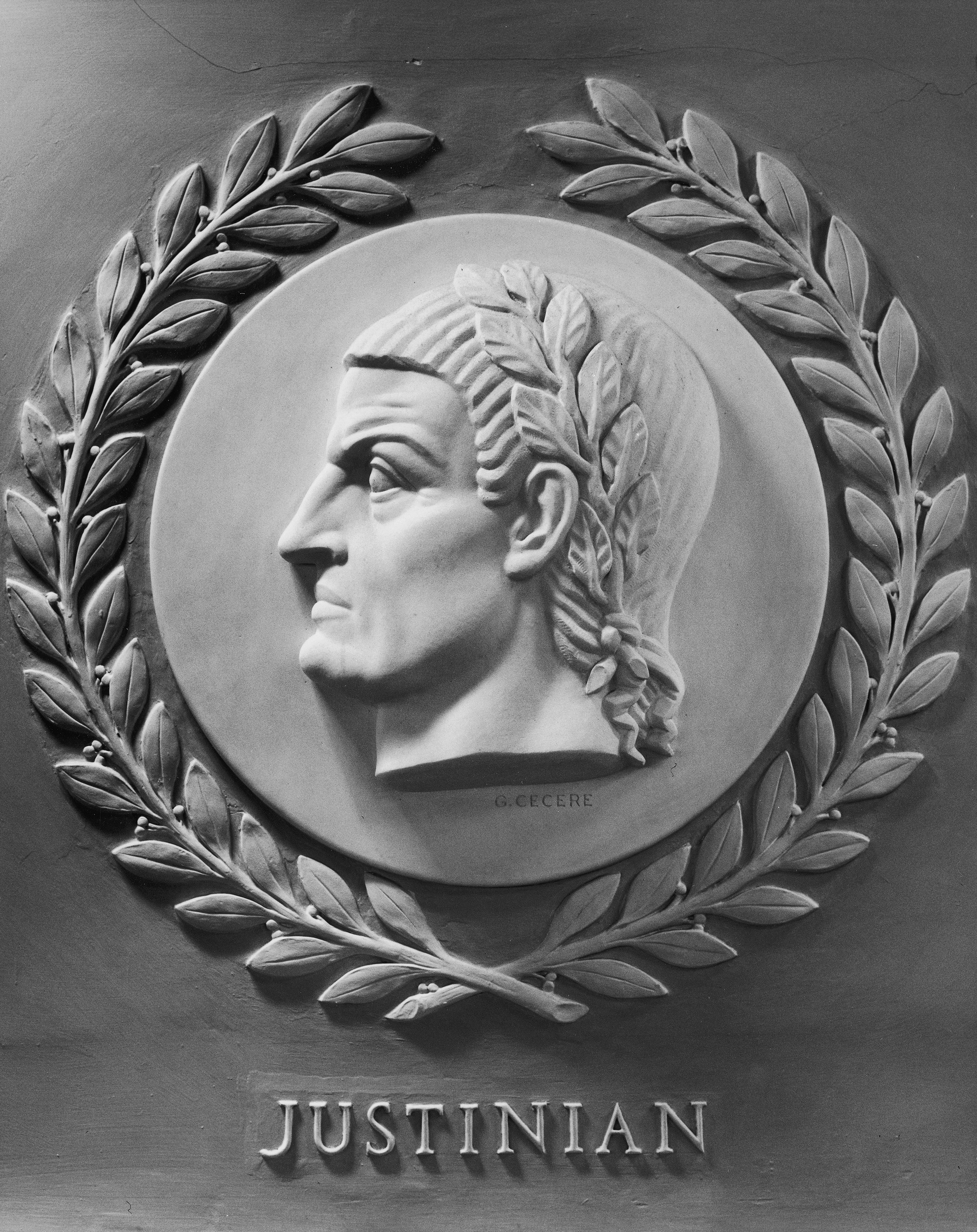
Юстиниан I

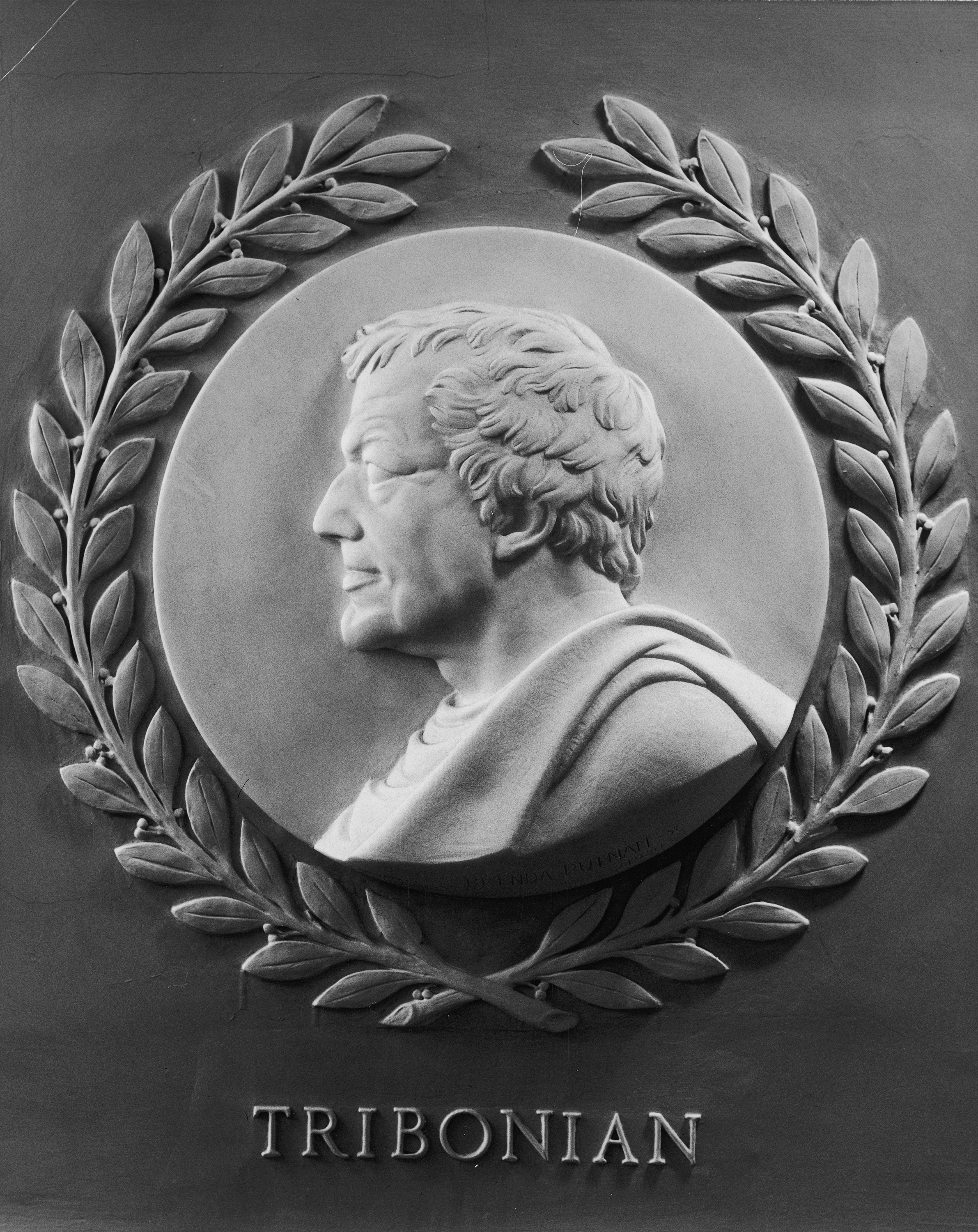
Трибониан

В 527 году Юстиниан I взошёл на трон Византийской империи. Отличавшийся исключительным честолюбием, новый император мечтал быть не только воином, возродившим славу военных побед Рима, но и законодателем, восстановившим славу римской юриспруденции. Необходимость в систематизации диктовалась и объективными причинами: многие мнения юристов, обязательные для применения, противоречили друг другу; ряд сочинений был недоступен для рядовых судей и чиновников. Систематизацию права император решил поручить крупному сановнику Трибониану, который носил звание квестора священного дворца.
Особой конституцией Deo auctore от 15 декабря 530 года Юстиниан приказал Трибониану приступить к составлению Дигест:

Поэтому Мы приказываем вам собрать и отделить относящиеся к римскому праву книги древних мудрецов, которым священные принцепсы предоставляли власть составления и толкования законов, дабы в собранном из всех них материале не было оставлено никаких по возможности повторений и противоречий, но чтобы из всех книг была составлена одна, достаточная вместо всех.
Оригинальный текст (лат.)Iubemus igitur vobis antiquorum prudentium, quibus auctoritatem conscribendarum interpretandarumque legum sacratissimi principes praebuerunt, libros ad ius Romanum pertinentes et legere et elimare, ut ex his omnis materia colligatur, nulla (secundum quod possibile est) neque similitudine neque discordia derelicta, sed ex his hoc colligi quod unum pro omnibus sufficiat.

Для этого была образована особая комиссия, в состав которой вошли четыре профессора юриспруденции из Константинопольской (Феофил, Грациан) и Беритской (Дорофей, Анатолий) академий, государственный чиновник Константин и 11 адвокатов. Позднее составители Дигест стали известны как компиляторы.
Перед составителями Дигест стояли две грандиозные задачи:
- собрать и систематизировать огромное правовое наследие римских юристов и законодательные акты начиная с законов Двенадцати таблиц и заканчивая сенатусконсультами и императорскими конституциями;
- устранить из собранного массива явно устаревшие нормы, то есть привести Дигесты в соответствие с требованиями современности. Дигесты должны были стать стройным, логичным сборником, предназначенным для потребностей практики — использования действующими судьями и должностными лицами, а также обучения студентов праву[29][30].

Для осуществления указанных задач комиссия Трибониана должна была разобрать и привести в систему около 2 тыс. книг, или 3 млн строк, что составляет более 3 тыс. современных печатных листов или более 100 увесистых томов.
Как считается в литературе, комиссия, по всей вероятности, была разделена на три подкомиссии, каждая из которых работала над определенной группой сочинений. Данный вывод основывается на том, что материалы, использованные в различных титулах Дигест, почти во всех случаях явно разделяются на три группы:
1. В одну группу входят сочинения, являющиеся комментариями к цивильному праву. Сюда относятся прежде всего комментарий Ульпиана к сочинениям Сабина, а также иные сочинения по цивильному праву — Дигесты Юлиана и т. п. Эта часть фрагментов каждого титула в немецкой романистической литературе получила название «массы Сабина» (нем. Sabinusmasse).
2. В другую группу входят сочинения, относящиеся к эдиктам преторов — Дигесты Цельса и Марцелла, труды Ульпиана, Павла, Модестина и Гая. Эта часть фрагментов получила название «массы эдикта» (нем. Ediktsmasse).
3. В третью группу входят сочинения Папиниана, Павла, Сцеволы и иные сочинения практического характера (ответы на вопросы по проблемам гражданского права). Эта группа фрагментов получила название «массы Папиниана» (нем. Papiniansmasse).

Кроме того, в Дигесты были включены в качестве «добавления» (нем. Appendixmasse) извлечения из различных юридических трудов, не вошедшие в эти три группы.
Несмотря на очевидную спешку, работа компиляторов отличалась тщательностью. Комиссия старалась по возможности использовать оригинальные копии вместо вторичных списков, выверяла точность цитат классических юристов по имевшимся источникам. В то же время компиляторы сокращали некоторые фрагменты, а также вносили исправления (интерполяции), чтобы обеспечить соответствие текстов действующей правовой системе. Ряд книг, использованных для компиляции, не был известен даже многим ученым VI века и был предоставлен комиссии самим Трибонианом, собравшим частную библиотеку редких сочинений. В случае возникновения спорных вопросов компиляторы обращались к Юстиниану, который давал на них окончательный ответ; решения императора по этим вопросам составили особый сборник — так называемые «50 решений» (лат. liber quinquaginta decisionum), включенный в Кодекс.
Новому своду было дано двойное название — «Дигесты, или Пандекты». Слово «Дигесты» происходит от латинского глагола digere («разделять», «истолковывать по порядку»). В I—III веках так именовались сочинения римских юристов, в которых давался двойной, объединённый комментарий — как к Законам Двенадцати таблиц, так и к преторскому эдикту; иными словами, «дигестами» называли наиболее полные юридические комментарии, носившие энциклопедический характер. Греческий термин «Пандекты» (букв. «содержащее в себе все») упоминался Авлом Геллием в числе различных названий, которые греческие и латинские писатели давали своим произведениям. Дигесты были составлены преимущественно на латыни — языке администрации, суда и армии Византийской империи; однако в тексте встречаются некоторые греческие термины и изречения, а иногда и целые фрагменты, изложенные по-гречески.

### Утверждение
16 декабря 533 года Дигесты были утверждены Юстинианом и 30 декабря 533 года вступили в силу в качестве действующего законодательства Византийской империи вместе с Институциями. Дигесты сопровождались особым актом императора — конституцией Tanta, излагавшей в общих чертах состав и историю Дигест. Таким образом, на составление Дигест было затрачено сравнительно небольшой срок — три года. В конституции Tanta (§ 12) указано, что составители первоначально рассчитывали закончить кодификацию за десять лет.
Тексту Дигест была придана сила закона. Любые комментарии к Дигестам были запрещены под страхом наказания как подлог (лат. falsa): Юстиниан считал, что комментарии будут способствовать искажению мнений древних авторов. Кроме того, таким образом император приобретал монопольную прерогативу на толкование закона — в случае возникновения сомнений судьям следовало обращаться к нему за разъяснениями. Было разрешено лишь переводить Дигесты на греческий язык, а также составлять указатели (лат. indices) и изложения содержания отрывков (лат. paratitla). Однако этот запрет был нарушен уже при жизни Юстиниана: в частности, двое из компиляторов — Феофил и Дорофей — уже вскоре составили подробные указатели к Дигестам, а в конце правления Юстиниана профессором Стефаном был написан обширный комментарий к Дигестам на греческом языке. После смерти Юстиниана комментарии стали появляться все чаще и со временем даже стали популярнее самих Дигест.

### Предигесты
Краткость срока подготовки Дигест натолкнула некоторых исследователей на мысль о том, что составители воспользовались уже готовым аналогичным сборником, и их работа свелась к редактированию уже готового материала. Предполагаемые готовые сборники получили в научной литературе название «Предигесты». В частности, австрийский ученый Франц Гофман полагал, что составить Дигесты за три года невозможно, поскольку такая работа превышает человеческие возможности: согласно конституции Tanta компиляторы обработали целых 3 млн строк (более 2700 печатных листов), что представляется неправдоподобным. По мнению Гофмана, столь оперативное составление Дигест объясняется использованием уже имевшихся материалов — сборников различных правил и мнений юристов, а также результатов работы комиссии Феодосия II по составлению Кодекса Феодосия. Другой исследователь, Ганс Петерс, пришёл к выводу, что Дигесты составлены на основании какой-то не дошедшей до нас частной кодификации. В настоящее время теория Предигест не поддерживается большинством специалистов, поскольку ни в одном историческом источнике нет упоминания о подобных сборниках.

## Объем и структура Дигест
Дигесты представляют собой весьма обширный свод. Как указывает конституция Tanta, составители оставили из древних сочинений 150 тыс. строк, что по подсчету знаков современных печатных изданий составляет около 100 печатных листов или более 160 авторских листов.
Структура Дигест предлагается самим императором Юстинианом в конституции Tanta (§§ 2—8). Как отмечается в литературе, в Византии VI века, несмотря на противодействие христианской церкви, многие увлекались астрологическими учениями, например, о параде планет и гармонии сфер. Следуя астрологической традиции, Юстиниан разделил Дигесты на семь разделов, вдохновляясь числом планет в астрологии. Кроме того, при описании одной из семи частей Дигест Юстиниан использует глагол «подниматься над небосклоном» (лат. exoriri). Император стремился представить свои Дигесты именно как гармонию сфер, то есть как само совершенство.
1. Первую часть Дигест Юстиниан называет «Prota» (греч. «Начала»). Она включает книги 1—4 (общие положения о праве и судопроизводстве).
2. Вторая часть «De iudiciis» (лат. «О судах») включает книги 5—11 (право собственности, вещные иски).
3. Третья часть «De rebus» или «De rebus creditis» (лат. «О вещах») включает книги 12—19 (обязательственное право — заём, ссуда имущества, поклажа, товарищество, купля-продажа и т. д.).
4. Четвёртая часть «Umbilicus» (лат. «Середина») включает книги 20—27 (залог, ростовщичество, доказательства, заключение брака, приданое, дарение в браке, развод, опека и попечительство).
5. Пятая часть «De testamentis» (лат. «О завещаниях») включает книги 28—36 (завещания, завещательные отказы).
6. Шестая и седьмая части не имеют специальных названий и включают книги 37—44 и 45—50 соответственно, регулировавшие самые разные институты.

Помимо аналогии с числом планет, данное деление имело также значение для преподавания права. Первая часть изучалась студентами первого года обучения наряду с Институциями Юстиниана, вторая и третья часть изучались студентами второго и третьего года обучения, четвёртая и пятая части изучались студентами четвёртого года обучения, шестая и седьмая части изучались студентами самостоятельно на пятом году обучения.
Современные исследователи структурируют Дигесты, основываясь на учении о системе права:
1. Книга 1: общие вопросы права, в том числе краткий очерк истории права и публичное право.
2. Книги 2—46: частное право.
3. Книги 47, 48 и отчасти 49: уголовное право и уголовный процесс.
4. Книга 49: отдельные институты публичного права (налоги, военное право).
5. Книга 50: отдельные институты публичного права (административное право, международное право). Кроме того, эта книга содержит титул XVI «О значениях слов» — своего рода толковый словарь римских юридических терминов[30].

### Книги
Текст Дигест делится на 50 книг, не имеющие особых наименований. Некоторые книги получили устойчивые названия. В частности, книги 47 и 48, посвященные вопросам уголовного права, часто называются «страшными книгами» (лат. libri terribiles). Книги 23, 25, 28, 30 носили название «отдельные книги» (лат. libri singulares): они начинали изложение четырёх институтов частного права — приданого, опеки, завещания, легатов.

### Титулы

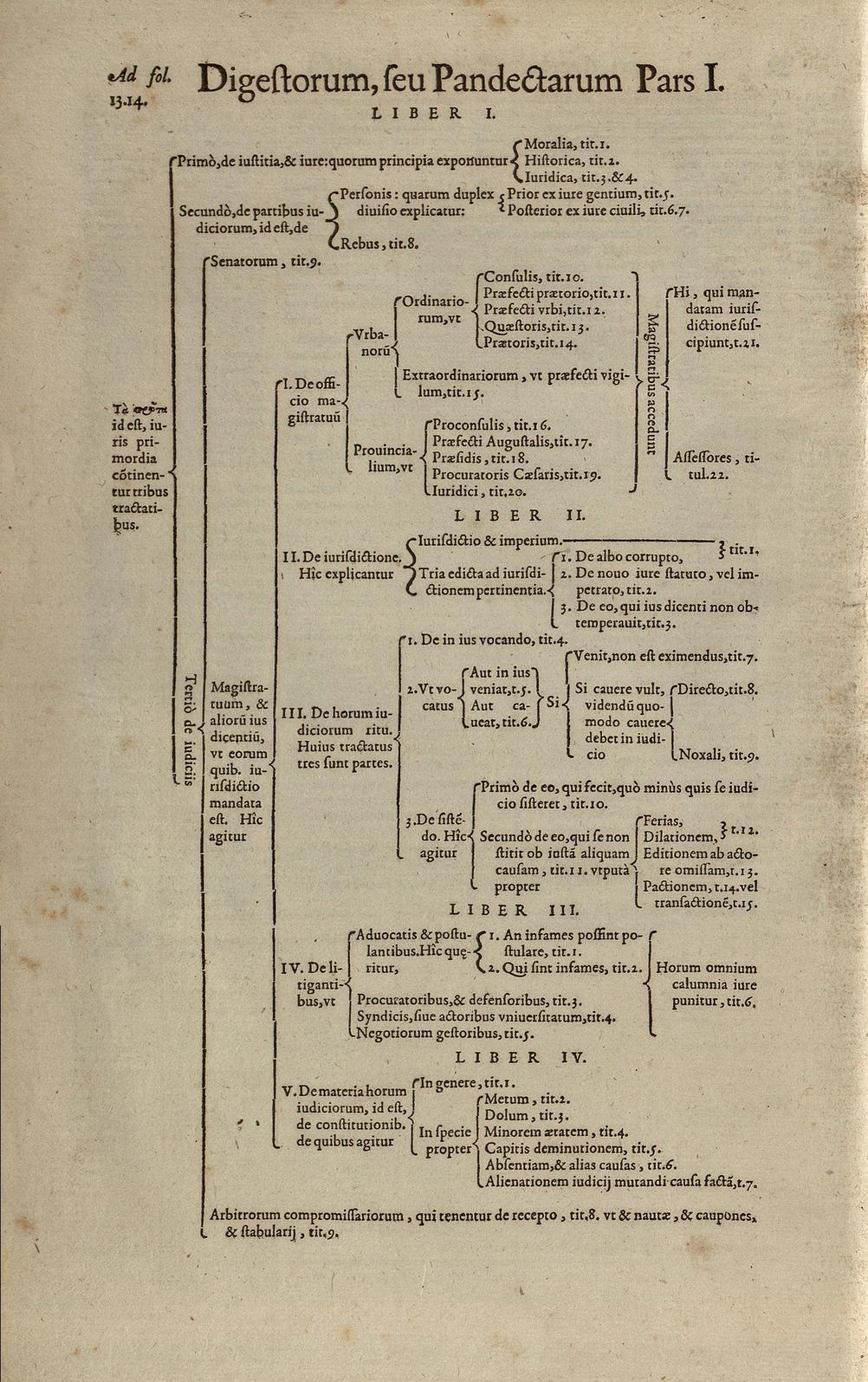
Схема титулов в первых четырёх книгах. Страница издания 1627 года

Каждая книга Дигест делится на титулы (за исключением книг 30—32, в совокупности составляющих один титул «О легатах и фидеикомиссах»). У каждого титула имеется своё название. Всего в Дигестах (в зависимости от различных рукописей) 429—432 титула. Название ряда титулов Дигест совпадает с названием некоторых титулов Кодекса Юстиниана.

### Фрагменты
Фрагменты, также носившие название «законы» (лат. leges), — сами извлечения из сочинений юристов. Всего в Дигестах от 9123 до 9200 фрагментов. Каждый фрагмент включает цитату из сочинения одного юриста и, соответственно, начинается с обозначения автора и названия сочинения, послужившего источником для фрагмента. Внутри титулов фрагменты, как правило, не расположены по какой-либо определённой системе.
Внутри того или иного титула может быть разное число фрагментов, например: титул 31 книги 43 (один фрагмент), титул 28 книги 43 (один фрагмент), титул 16 книги 50 (246 фрагментов). Различен и объём фрагментов: от 17 тысяч букв (изложение Павлом степеней родства) до 6 букв (уточнение Гая «и в том месте» — лат. et loco).
В Дигестах имеется ряд ошибок, вызванных недостаточной редакционной работой, что объясняется, вероятно, большой спешкой составителей. И. С. Перетерский приводит следующие примеры явных ошибок:
- фрагменты, повторяющие друг друга (так называемые «удвоенные фрагменты» — лат. leges geminatae). Например, фрагмент 50.17.129.1 (Павел): «когда главное основание не установлено, то недействительны также и те, которые вытекают из него». Практически тот же самый текст имеется во фрагменте 178 (Павел) того же титула: «когда нет главного основания, обычно не имеют места и те, которые следуют из него»;
- фрагменты, противоречащие друг другу (так называемые «антиномии»). Например, в Д.12.1.18 (Ульпиан) указывается: «если я дал тебе деньги с намерением одарить тебя, а ты принял деньги как данные взаймы, то, как пишет Юлиан, дарения нет». А в Д.41.1.36 (Юлиан) сказано, что «если я передам тебе наличные деньги в качестве дара, а ты примешь их как данные в долг, установлено, что собственность переходит к тебе, и не является препятствием то, что мы расходимся относительно основания дачи и получения»;
- пропуск некоторых слов при обработке текста. Например, Д.37.6.1.8 начинается: «Там же Юлиан говорит», а перед этим не указано, где находится относящееся к вопросу изречение Юлиана. Д.28.5.23.4 (Гай) начинается со слов: «И потому он говорит…» (не уточняется, кто именно);
- в Средние века не все фрагменты были поняты. Соответствующие места получили название «крест юрисконсультов» (лат. cruces iurisconsultorum) или «проклятые законы» (лат. leges damnatae) — в частности, 12.6.38 pr., 12.1.40 pr., 28.2.29 pr.;
- случаи, когда составители Дигест не разобрали какой-либо ошибки в рукописи. Например, Д.11.5.1: «Претор не даёт иска, если у лица, устроившего азартную игру, будет что-либо унесено „dolo“» (то есть «умышленно»). По всей видимости, вместо «dolo» следует читать «e domo» (то есть «из его дома»).

### Параграфы
В позднейшие века, во времена глоссаторов, длинные фрагменты были разделены на параграфы. Начало фрагмента знака параграфа (§) не имеет и обозначается сокращениями «pr.» (principium, лат. «начало») или «pro.» (proemium, лат. «введение»). При ссылках на конец фрагмента прибавляются буквы «i; f» (in fine, лат. «в заключение»). Число параграфов в отдельных фрагментах отличается: например, Д.38.2.2, посвященный Тертулианову сенатусконсульту, содержит 47 параграфов, некоторые из них довольно обширные. Изложение Помпонием истории римского права (Д.1.2.1) занимает 53 параграфа. Во многих небольших фрагментах деление на параграфы отсутствует.

### Цитирование Дигест
В разные эпохи Дигесты цитировались различными способами.
В Средние века, когда Дигесты являлись действующим правом, указывали номер фрагмента, букву «Д» и сокращенное название титула. Потом стали прибавлять цифровые обозначения книги и титула, например, I. 1. § 2, Д. de excusat (27.1).
В XIX веке наиболее распространенным было следующее цитирование: буквы «fr» (то есть fragmentum) или буква «l» (lex), номер фрагмента и, при необходимости, номер параграфа, затем буква «Д», книга и титул. Например, правило о правах женщин на законное наследование цитируется так: fr. 2 § 1 Д.38.7, то есть 38-я книга, 7-й титул этой книги, 2-й фрагмент этого титула и § 1 этого фрагмента.
В настоящее время нормы Дигест цитируются следующим образом: после буквы «Д» указывается книга, титул, фрагмент, параграф (например, Д.38.7.2.1). Если на титул или фрагмент делалась ссылка в предшествующем изложении, то вместо номера титула или фрагмента пишется просто «eodem». Например, если после вышеуказанного правила нужно указать 38.7.4, то достаточно написать: Д.4 eod..

## Система и содержание Дигест
Изучение права распадается на два положения: публичное и частное (право). Публичное право, которое (относится) к положению Римского государства, частное, которое (относится) к пользе отдельных лиц; существует полезное в общественном отношении и полезное в частном отношении. Публичное право включает в себя священнодействия, служение жрецов, положение магистратов. Частное право делится на три части, ибо оно составляется или из естественных предписаний, или (из предписаний) народов, или (из предписаний) цивильных.
Система Дигест в общем следует наиболее раннему делению права — на публичное и частное. Римские юристы в основном занимались отдельными практическими вопросами, не стремясь к выработке общих правовых понятий. Тем не менее в книге 1 даются общие принципы по некоторым юридическим вопросам.

### Общие определения и принципы
Общие определения имеются в книге 1. Среди прочего Дигесты дают дефиниции права (Д.1.1.1: «искусство доброго и справедливого»), закона (Д.1.3.1: «общее (для всех) предписание, решение опытных людей, обуздание преступлений, совершаемых умышленно или по неведению, общее (для всех граждан) обещание государства»), правосудия (Д.1.1.10: «неизменная и постоянная воля предоставлять каждому его право»), юриспруденции (Д.1.1.10.2: «познание божественных и человеческих дел, наука о справедливом и несправедливом»), свободы (Д.1.5.4: «естественная способность каждого делать то, что ему угодно, если это не запрещено силой или правом»).
Кроме того, в книге 1 излагаются основополагающие принципы права, в частности, положения о равенстве всех перед законом (Д.1.3.8: «права устанавливаются не для отдельных лиц, а общим образом»), недопустимости обхода закона (Д.1.3.29: «поступает в обход закона тот, кто, сохраняя слова закона, обходит его смысл»), праве на необходимую оборону (Д.1.1.3: «правом установлено, что если кто-либо сделает что-либо для защиты своего тела, то считается совершившим правомерный поступок»).

### Публичное право
Дигесты затрагивают ряд публично-правовых вопросов:
1. Титулы об обязанностях высших должностных лиц — консула, префекта, квестора, претора, проконсула и др. (книга 1).
2. Вопросы уголовного права и процесса (книги 47, 48 и отчасти 49). Эти правила изложены систематично, по отдельным видам преступлений и наказаний (в частности, это кража, разбой, грабеж, пиратство, вымогательство, угон скота, мошенничество, прелюбодеяние, убийство, подлог, взяточничество).
3. Некоторые отдельные вопросы публичного права. Например, титулы Д.49.14 «О праве фиска», Д.49.17 «О воинском пекулии», Д.50.6 «О праве освобождения от повинностей».
4. Некоторые отдельные высказывания по международно-правовым вопросам. Термина «международное право» в Риме не знали. Некоторые вопросы, отнесенные со временем к международному праву, регулировались так называемым «правом народов» (ius gentium): объявление войны и заключение мира, разделение народов и образование новых государств, статус послов и порядок отправления посольств, защита прав чужеземцев, положение лиц, захваченных в плен и возвратившихся из него.

### Частное право
Основным содержанием Дигест являются фрагменты, относящиеся к частному праву. Частноправовые институты сгруппированы в основном следующим образом:
1. Суд, процесс, иски (книги 2—4).
2. Наследство и имущественные отношения (книги 5—11).
3. Купля-продажа (книги 12—19).
4. Залоговое право (книги 20—22).
5. Имущественные отношения супругов (книги 23—25).
6. Опека и попечительство (книги 26—27).
7. Завещания, наследование по закону (книги 28—38, пятая часть всего текста).
8. О рабстве (книга 40).
9. Вербальные контракты (кн. 45—46).

## Сочинения римских юристов, использованные в Дигестах
Составители Дигест не ставили своей задачей собрать сочинения всех римских юристов, оставивших свои труды. В конституции Tanta (§ 1) указано, что было разобрано 2000 книг (общим объёмом в 3 млн строк), из которых надо было избрать то, что является наилучшим. Таким образом, компиляторы произвели определённую выборку из имевшегося юридического наследия.
Благодаря тому, что в начале каждого фрагмента имеется имя автора, было установлено, что в Дигесты включены извлечения из 275 сочинений 38 юристов (или 39, если считать, что имя Клавдия Сатурнина в одном из фрагментов не указано по ошибке вместо Венулея Сатурнина). Древнейшим из юристов является Квинт Муций Сцевола, из юристов республиканского периода цитируются также Публий Альфен Вар и Элий Галл. Большая часть цитируемых юристов относится к периоду принципата (II—III века). Незначительное количество юристов IV века и полное отсутствие юристов V—VI веков объясняется тем, что в то время правотворческая деятельность окончательно перешла к императорской власти. Авторы включённых в Дигесты фрагментов по времени своей деятельности распределяются следующим образом:
| Век            | Количество юристов | Имена юристов |
| -------------- | ------------------ | --- |
| I век до н. э. | 3                  | Квинт Муций Сцевола, Элий Галл, Публий Альфен Вар |
| I век          | 4                  | Антистий Лабеон, Прокул, Яволен, Нераций Приск |
| II век         | 15                 | Цельс, Юлиан, Помпоний, Абурний Валенс, Маврициан, Теренций Клеменс, Африкан, Венулей, Гай, Волузий Мециан, Ульпий Марцелл, Таррунтен Патерн, Флорентин, Папирий Юст, Цервидий Сцевола |
| III век        | 14                 | Папиниан, Каллистрат, Аррий Менандр, Тертуллиан, Трифонин, Павел, Ульпиан, Марциан, Макр, Модестин, Галл Аквил, Лициний Руф, Фурий Антиан, Рутилий Максим                              |
| IV век         | 2                  | Гермогениан, Аркадий Харизий |

Известен список юристов и их сочинений, использованных для составления Дигест — так называемый Флорентийский индекс (Index Florentinus). В данном списке имеется ряд существенных несоответствий самим Дигестам. В частности, во Флорентийском индексе указаны 17 работ, которые в Дигестах, тем не менее, отсутствуют; в то же время в Дигесты включены фрагменты из 29 книг, про которые индекс не упоминает. Название ряда работ приведено в индексе с ошибками. Как отмечают исследователи, вполне вероятно, что индекс был выработан до составления Дигест и являлся своего рода программой работ.
|  | Модестин | Юлиан |  |  |

Количество фрагментов Дигест, приходящихся на долю отдельных юристов, неравномерно. Наибольшее число цитат сделано из трудов Юлиана (457), Помпония (585), Гая (535), Папиниана (595), Ульпиана (2462), Павла (2083), Модестина (345). Всего этим семерым юристам принадлежит 7069 фрагментов (или 78 % от общего количества фрагментов), причем Ульпиану принадлежит 27 % фрагментов, а Павлу 22,8 %. Пятерым юристам, сочинениям которых была придана обязательная сила законом 426 года, принадлежит 66 % фрагментов.
Кроме того, во многих фрагментах цитируются несохранившиеся сочинения других римских правоведов, к числу которых относятся Гай Аквилий Галл, Намуза, Туберон, Капитон, Мазурий Сабин и другие.
С. В. Пахман следующим образом классифицирует сочинения римских юристов, из которых сделаны извлечения:
1. Казуистические (responsa, epistolae, quaestiones).
2. Собрания формул и сочинения процессуального характера (de actionibus и др.).
3. Экзегетические, то есть комментарии не только к источникам права, но и к сочинениям древнейших юристов.
4. Догматические (большего объёма — libri iuris civilis, libri digestorum; меньшего объёма — institutiones, regulae, receptae sententiae, definitiones, enchiridia).
5. Инструкции по выполнению различных должностных обязанностей для лиц, не являющихся юристами (например, de officio proconsulis, aedilis).
6. Исследования отдельных институтов (например, стипуляций, фидеикомиссов).
7. Смешанные сочинения (variae lectiones, collectanea).

## Интерполяции

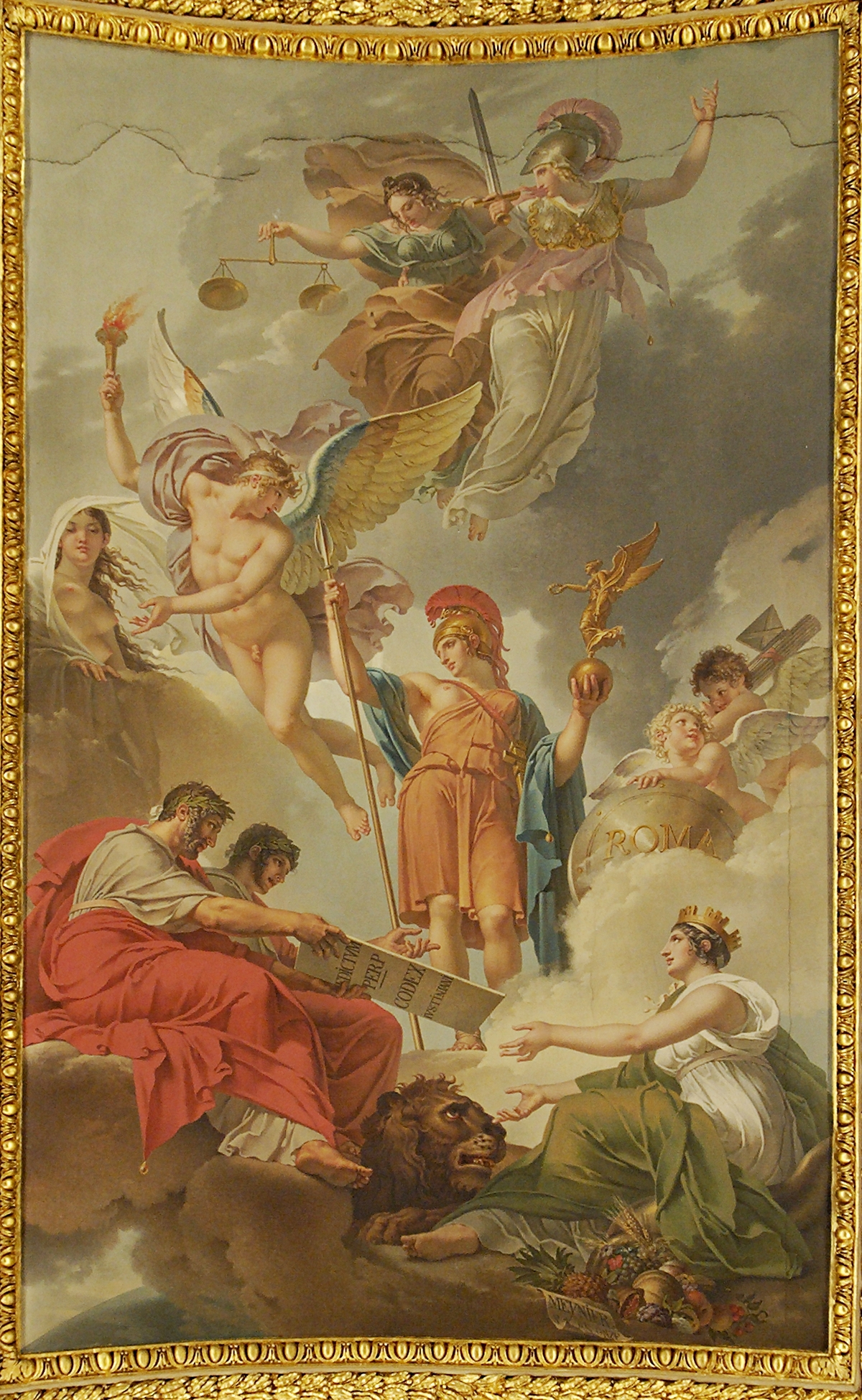
Императоры Адриан и Юстиниан вручают Земле кодекс римского права. Аллегория Шарля Мейнье

В процессе составления Дигест комиссия Трибониана осуществляла многочисленные интерполяции. Применительно к Дигестам интерполяции (лат. emblemata Triboniani) осуществлялись в виде изменений, дополнений или пропусков, произведенных в текстах классических юристов. Внесение интерполяций являлось исторически необходимым: за прошедшие столетия появились новые институты, ряд прежних взглядов был забыт, многие институты являлись явными анахронизмами. Таким образом, кодификация стала на путь частичного подновления текстов.
Интерполяции производились по прямому указанию Юстиниана. Ещё в конституции Deo auctore (§ 7) было написано:

Но Мы хотим, чтобы вы стремились к устранению излишних длиннот, если вы найдете в старых книгах что-либо нехорошо помещенное или что-либо лишнее или недостаточно совершенное, и чтобы вы восполнили то, что является несовершенным, и чтобы вы представили труд достаточный и прекраснейший. Не менее нужно соблюдать следующее: если вы найдете в старых законах или конституциях, помещенных древними в их книгах, что-либо неправильно написанное, то вы должны исправить и привести в порядок; что вы изберете и поместите, то и будет считаться истинным и хорошим и как бы написанным с самого начала, и никто не должен осмеливаться на основании сравнений со старыми томами доказывать порочность (вашего) писания. Ведь с тех пор, как по древнему закону, который назывался царским, все право и вся власть римского народа были перенесены на императорскую власть, Мы не разделяем весь нерушимый закон на те или другие части по их создателям, но хотим, чтобы весь он был нашим. Так что же древность может отнять у наших законов? Мы хотим сохранить все то, что включено, таким образом, чтобы даже если что у древних было бы записано иначе и находится в противоречии с композицией, то это не засчитывалось бы в вину записи, но приписывалось нашему выбору.
Оригинальный текст (лат.)Sed et hoc studiosum vobis esse volumus, ut, si quid in veteribus non bene positum libris inveniatis vel aliquod superfluum uel minus perfectum, super vacua longitudine semota et quod imperfectum est repleatis et omne opus moderatum et quam pulcherrimum ostendatis. Hoc etiam nihilo minus observando, ut, si aliquid in veteribus legibus vel constitutionibus, quas antiqui in suis libris posuerunt, non recte scriptum inveniatis, et hoc reformetis et ordini moderato tradatis: ut hoc videatur esse verum et optimum et quasi ab initio scriptum, quod a vobis electum et ibi positum fuerit, et nemo ex comparatione veteris voluminis quasi vitiosam scripturam arguere audeat. Cum enim lege antiqua, quae regia nuncupabatur, omne ius omnisque potestas populi Romani in inperatoriam translata sunt potestatem, nos vero sanctionem omnem non dividimus in alias et alias conditorum partes, sed totam nostram esse volumus, quid possit antiquitas nostris legibus abrogare? et in tantum volumus eadem omnia, cum reposita sunt, obtinere, ut et si aliter fuerant apud veteres conscripta, in contrarium autem in compositione inveniantur, nullum crimen scripturae imputetur, sed nostrae electioni hoc adscribatu.

Выделяют следующие виды интерполяций:
1. Изменение текста по существу: добавление, ограничение сферы применения нормы, замена ранее существовавшей нормы. Например, Д.38.17.1.6 (Ульпиан) указывает, что лицо, нанявшееся бороться с дикими зверями на арене цирка, не допускается к получению наследства после матери (такое ремесло считалось позорным). Компиляторы внесли факультативное дополнение: «Однако в силу снисходительного толкования было решено допустить его (к наследованию)».
2. Замена или устранение наименований утративших значение институтов и терминов. В частности, в Д.7.1.12.3 описательное и нечеткое выражение «хозяин собственности» (лат. proprietatis dominus) заменено на более точный термин «собственник» (лат. proprietarius); различные формы брака заменялись единым понятием брака без прежней власти мужа над женой и т. п.
3. Различные стилистические изменения, а также пояснения отдельных терминов. В частности, упоминания языческих богов римского пантеона компиляторы-христиане заменяли на выражение «бог». Также компиляторы неоднократно дают комментарии отдельных терминов, прибавляя «то есть» (лат. id est). Примеры пояснений: «то есть предоставление свободы» (после упоминания manu missio в Д.1.1.4), «это тот, кто выдает себя за кредитора» (в Д.47.2.43 pr., где говорится о ложном кредиторе)[66].

Кроме того, в тексте Дигест имеются и доюстиниановские интерполяции — глоссемы. Например, Д.41.2.6.10: «Если раб, которым я владел, станет вести себя как свободный, как это сделал Спартак, и изъявит готовность претерпеть судебный процесс относительно своей свободы, он не будет считаться находящимся во владении господина, которому он себя противопоставил в качестве противника в тяжбе». По мнению И. С. Перетерского, и автор фрагмента (Павел), и Трибониан были слишком лояльны к современной им власти, чтобы добавить в текст упоминание о ненавистном римлянам Спартаке; следовательно, данное упоминание является вставкой, сделанной неизвестным лицом в IV—V веках.
В Средневековье на интерполяции не обращали внимания. Исследовавшие Дигесты глоссаторы воспринимали их как непререкаемую истину и ограничивались лишь внешним изучением текста: изысканием параллельных мест, составлением комментариев (глосс) к непонятным выражениям, приведением текста в порядок, облегчавший изучение отдельных фрагментов (деление на параграфы) и т. п. Наличие интерполяций установили лишь гуманисты XVI века, стоявшие на позиции необходимости исторического изучения права, в частности, Антуан Фавр и Жак Кюжа. Затем изучение интерполяций вновь было забыто и возобновилось лишь в конце XIX—XX веках (Т. Моммзен, П. Крюгер, О. Ленель, П. Бонфанте, И. А. Покровский, Л. И. Петражицкий, М. Я. Пергамент, В. М. Хвостов). В ряде случаев для установления интерполяций использовался сложный исторический, филологический и логический анализ
В 1909—1912 годах по инициативе немецкого ученого Людвига Миттайса было принято решение составить свод всех имеющихся в литературе указаний на интерполяции в Дигестах. К работе было привлечено 15 ученых из Германии и Австрии. После смерти Миттейса работа продолжилась под руководством Эрнста Леви и Эрнста Рабеля. Свод был издан в 1929—1935 годах; в нём указаны все места Дигест, в которых найдены или заподозрены интерполяции, с обозначением авторов соответствующих мнений и места опубликования данных мнений.

## Дальнейшая судьба Дигест

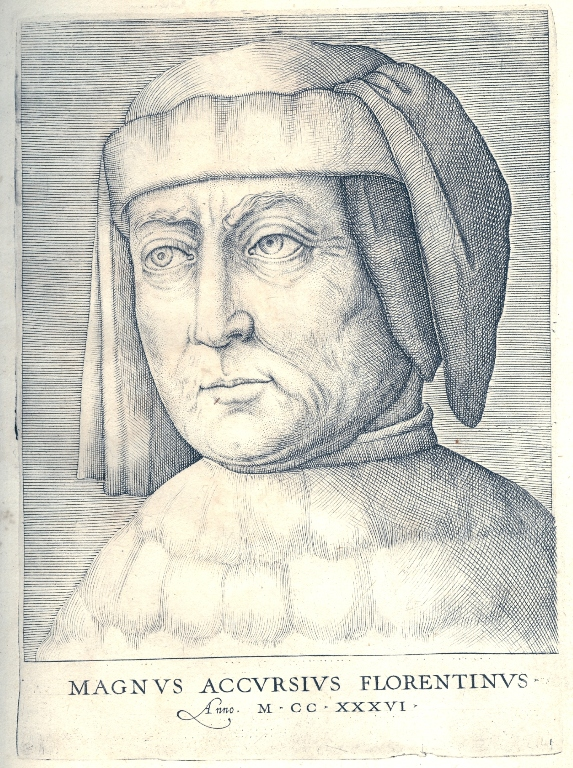
Франциск Аккурзий

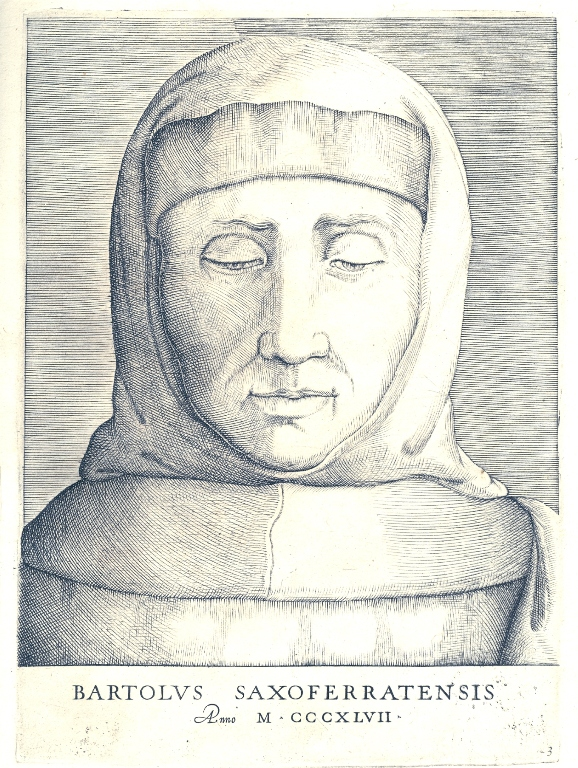
Бартоло да Сассоферрато

Уже после издания Дигесты Юстиниана стали подвергаться комментированию и интерпретациям. По большей части весьма бережно включившие в себя древнее римское право, Дигесты скоро стали восприниматься как анахронизм, «искусственное бытие» (Г. Ф. Пухта). Многие институты и термины Дигест с изданием позднейших императорских актов отменялись и изменялись, а то и вовсе устаревали; латынь, на которой преимущественно составлены Дигесты, начала выходить из употребления в судопроизводстве. Гораздо большей популярностью стали пользоваться комментарии к этому своду (в частности, парафраз Феофила) которые постепенно вытесняли законодательство Юстиниана из сферы практического применения.
В первой половине VIII века император Лев III Исавр издал сокращенную выборку из кодификации императора Юстиниана и последующих актов византийских императоров — Эклогу (предположительно 710—726 годы). В IX веке обновление законодательства продолжил Василий I Македонянин: были подготовлены и изданы сборники Прохирон (870—879 годы) и Эпанагога (884—886 годы). С изданием Базилик Льва Мудрого (892 год) Дигесты фактически перестали применяться в Византии.

### Рецепция
Возрождение интереса к Дигестам относится к XI веку и связано главным образом с именем Ирнерия, родоначальника и основателем школы глоссаторов в Болонье. По свидетельству одного из документов «Ирнерий, по просьбе графини Матильды, восстановил книги законов, которые долгое время находились в полном пренебрежении и не изучались. И в соответствии с той манерой, в которой они были составлены божественной памяти императором Юстинианом, он привел их в порядок и разделил на части, даже вставив кое-где немногие собственные слова». Рост интереса к римскому праву вообще и Дигестам в частности был обусловлен объективными причинами: экономический рост, а также серьёзные перемены в содержании феодальных отношений (падение роли личных связей, выдвижение на ведущее место связей имущественного характера) подрывали силу господствовавших в средневековье традиций и моральных установок и создавали потребность в чисто правовом регулировании и как следствие — в формировании юридической науки. Римское право как наиболее разработанная правовая система, неизбежно попадало в сферу внимания юристов. Став преподавать в 1088 году римское право, Ирнерий с самого начала поставил изучение римского права на твердую базу главных его источников, в том числе и Дигест. С этого периода начинается рецепция Дигест, выражающаяся в их изучении, комментировании, распространении с помощью рукописей и впоследствии печатных изданий, а в целом — в их включении в духовное поле средневековой европейской культуры.
Законодательство Юстиниана, включая Дигесты, было положено в основу преподавания права глоссаторами в итальянских университетах. Преподавание заключалось в чтении текста Дигест и других частей Свода Юстиниана и в абстрактно-логическом толковании отдельных положений и слов (схоластический метод). Толкования и примечания, записываемые глоссаторами на полях манускриптов с текстом римских источников, получили название «глосса». Глоссаторы выполнили огромную работу по анализу и комментированию Дигест. Наиболее значительным произведением школы глоссаторов является собрание глосс профессора Болонского университета Франциска Аккурзия. В 1260 году Аккурзий осуществил компиляцию сочинений наиболее крупных глоссаторов, снабдил их примечаниями и составил полный комментарий к Своду Юстиниана. В литературе этот труд известен под несколькими названиями: «Стандартная Глосса» (лат. Glossa ordinaria), «Большая Глосса» (лат. Glossa magna) и «Глосса Аккурзия» (лат. Glossa accursiana). Комментарий Аккурзия содержал 96—97 тыс. глосс и обобщал результаты исследовательской деятельности глоссаторов на протяжении почти полутора веков. К концу XIII века Глосса Аккурзия стала важнейшим источником изучения Дигест и получила фактически силу закона, став настольной книгой многих судей.
Пришедшие на смену глоссаторам постглоссаторы работали преимущественно над глоссами прежних ученых. Стремясь к приведению римского права в соответствие потребностям практики, постглоссаторы фактически перерабатывали Дигесты применительно к современным им условиям. Виднейшим представителем школы постглоссаторов считается профессор университетов Пизы и Перуджи Бартоло да Сассоферрато, который написал пятитомный комментарий к Своду Юстиниана, впоследствии изданный под названием «Opera omnia». В XIV веке комментарии Бартоло стали пользоваться высоким авторитетом у судей, а в некоторых странах (Испания, Португалия) даже считались обязательными для применения. Как отмечается в литературе, в Германии римское право было реципировано «в оболочке его комментариев».
В целом рецепция римского права европейскими государствами осуществлялась не на основе самих Дигест, а на основе научных сочинений глоссаторов и постглоссаторов, имевших огромное влияние на позицию судов и формирование национального законодательства (usus modernus pandectarum); римское право считалось «общим правом» (ius commune), дополняющим местное право. Труды глоссаторов наряду с решениями судов использовал английский юрист Генри де Брактон в своем знаменитом трактате «О законах и обычаях Англии» (лат. «De Legibus et Consuetudinibus Angliae», XIII век), способствовавшем заимствованию римских норм в Англии. В Новое время научная доктрина, занимавшаяся исследованием и адаптацией римского права, продолжала пользоваться высоким авторитетом у правоприменителей, а впоследствии — и у законодателей. В частности, труды французского юриста Робера Потье, в том числе «Пандекты Юстиниана в новом порядке» (лат. «Pandectae lustinianeae in unum ordinem digestae», 1748—1752), оказали влияние на составителей Кодекса Наполеона. Работы немецких правоведов XVIII—XIX веков по систематизации и переработке римского права («пандектистов») предопределили структуру и во многих случаях содержание Германского гражданского уложения.
|  |  |  |  |  |  |

## Рукописи и издания Дигест

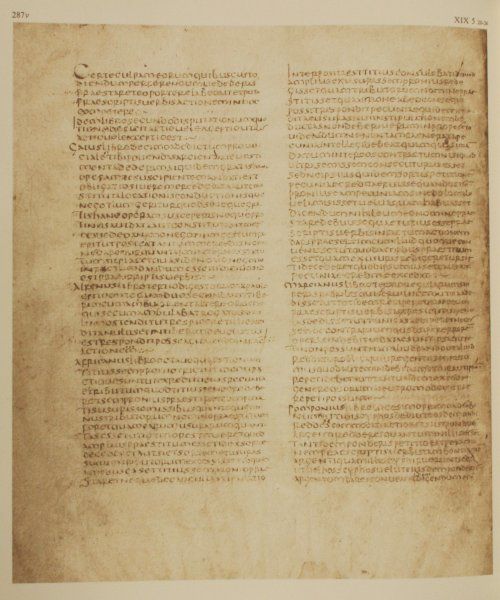
Страница из Littera Florentina

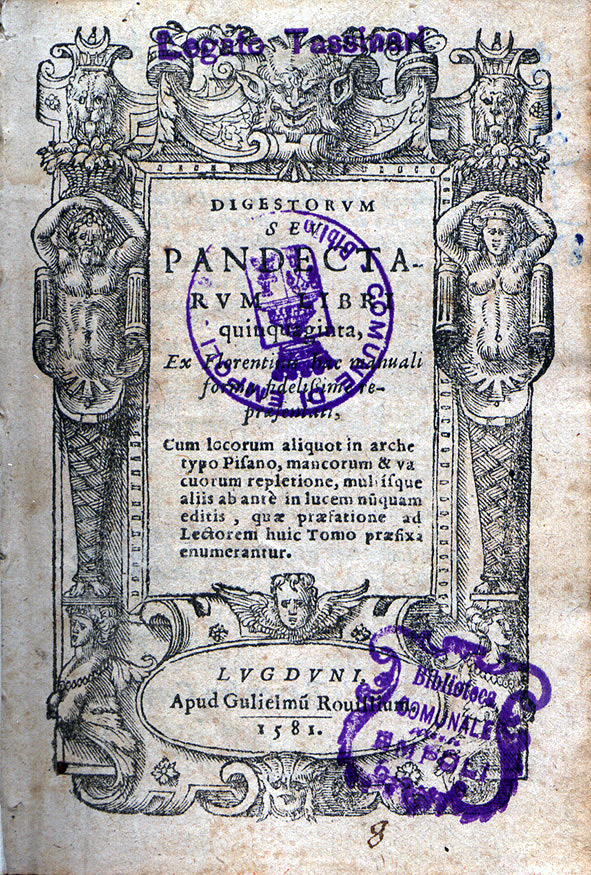
Титульный лист издания 1581 года

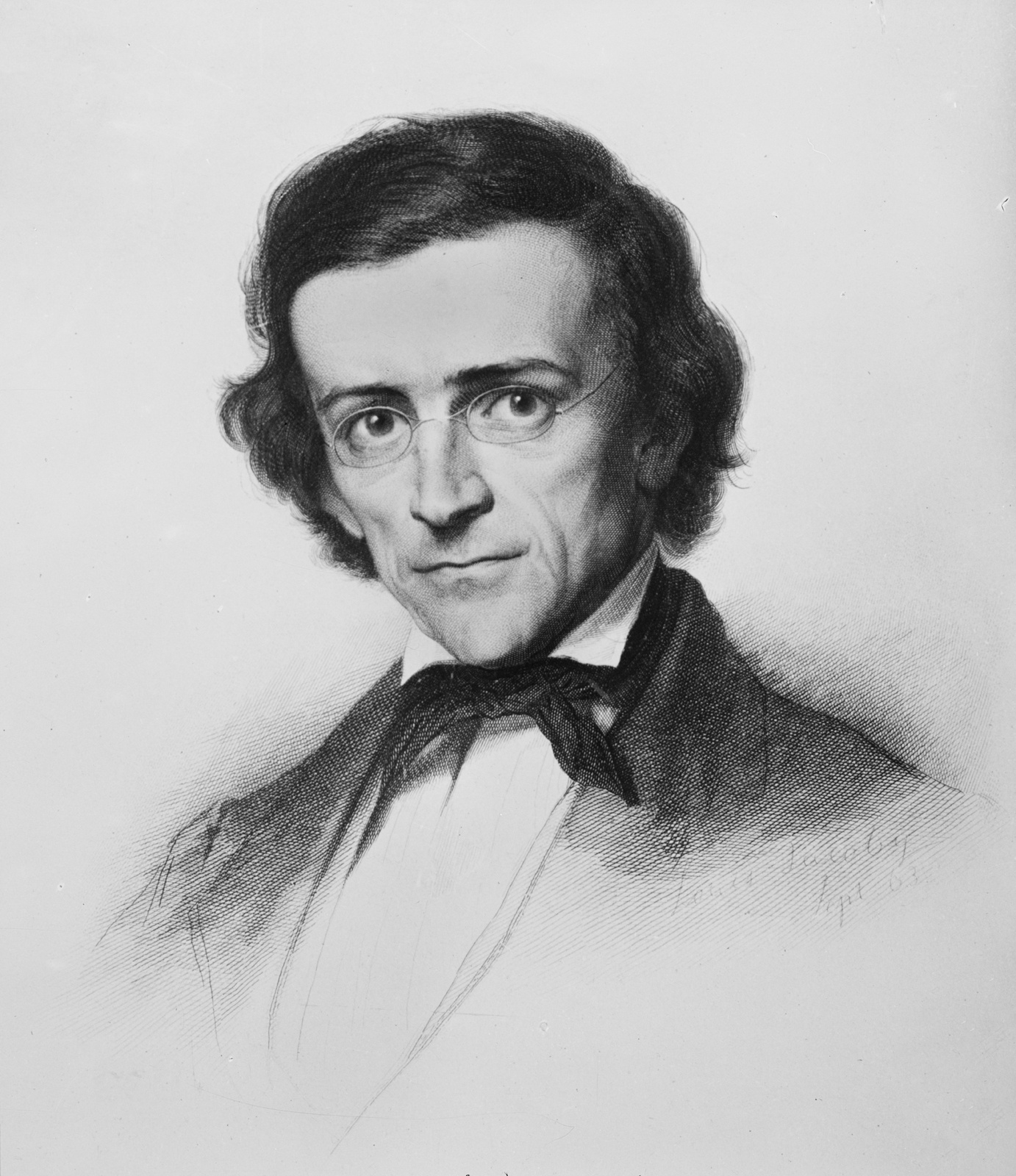
Теодор Моммзен

### Littera Florentina
Первоначальная рукопись Дигест не сохранилась. Среди имеющихся рукописей на первом месте стоит так называемая Флорентийская рукопись (Littera Florentina, codex Florentinus, Флорентина) VI — начала VII века, по всей видимости, написанная греками, жившими в Италии. Наиболее ранняя отсылка к этой рукописи датируется 1076 годом, она упоминается в судебном документе Ломбардии. Известно, что уже в середине XII века Флорентина хранилась в Пизе (отсюда другое её название — Littera Pisana), где она считалась бесценным общественным достоянием, возвышающим славу города: в хрониках упоминаются посольства, специально направляемые в Пизу с целью сравнить текст рукописи со своими манускриптами в случае спорных моментов и получавшие на это разрешение не всегда, а лишь в виде особой милости. После завоевания Пизанской республики Флоренцией в 1406 году рукопись была перевезена во Флоренцию и в настоящее время хранится в библиотеке Лауренциана. Флорентийская рукопись считается наиболее аутентичным текстом Дигест, несмотря на то, что позднейшие переписчики, по всей видимости, внесли в неё некоторые изменения.

### Littera Vulgata
Другую группу рукописей составляют так называемые Littera Vulgata или Littera Bononiensis. Большая часть этих манускриптов составлена в XI—XII веках глоссаторами, связанными с Болонской юридической школой. По мнению исследователей, рукописи Вульгаты в основном воспроизводят Флорентину, а также более древнюю рукопись, ныне утраченную (в рукописях Вульгаты имеется ряд мест, дополняющих Флорентину).
Глоссаторы при составлении манускриптов обычно делили Дигесты на три части: «Старые Дигесты» (лат. Digestum vetus, книга 1 — титул 2 книги 24), Infortiatum (титул 3 книги 24 — книга 38), «Новые Дигесты» (лат. Digestum novum, книги 39—50) (происхождение этих названий юрист XII века Одофред объяснял тем, что когда у Ирнерия в начале его преподавательской деятельности имелась лишь первая часть (получившая название Digestum vetus), остальные части Дигест попали к нему позже). По общему правилу глоссаторов греческие тексты в этих рукописях опущены, отсутствуют также отсылки к названию сочинения того или иного юриста. Глоссаторы свели текст Дигест воедино, пользуясь рукописями Вульгаты и восполнив имеющиеся пробелы на основании позднейших византийских законодательных сборников (главным образом Базилик).

### Печатные издания
Наиболее раннее печатное издание Дигест (инкунабула) было осуществлено в 1475—1477 годах. «Старые Дигесты» были напечатаны Генрихом Кляйном в Перудже в 1476 году, Infortiatum и «Новые Дигесты» изданы Витом Пукером в Риме в 1475 и 1477 годах соответственно. Первые издания Дигест воспроизводили глоссы Болонской школы.
В 1494 году Анджело Полициано осуществил исследования по сопоставлению первых изданий с Флорентиной. В 1529 году Грегор Галоандер издал в Нюрнберге трёхтомное издание Дигест (впоследствии известное как Lectio Haloandrina или Lectio Norica), использовав исследования Полициано и ряд рукописей Littera Vulgata.
В 1553 году во Флоренции Лелио Торелли впервые опубликовал Флорентийскую рукопись Дигест.
В 1583 году в Женеве Дени Годфруа издал Дигесты вместе со всеми частями кодификации Юстиниана — Институциями, Кодексом и Новеллами. Это было первое печатное издание, получившее общее название Corpus iuris civilis.
Венцом латинских изданий Дигест является берлинское издание 1870 года, подготовленное выдающимся учёным, будущим лауреатом Нобелевской премии по литературе Теодором Моммзеном на основе Флорентины. Изданию предшествовала кропотливая и тщательная работа учёного над очисткой текста от последующих искажений. В издании Моммзена приводятся разночтения с другими рукописями Дигест, отмечены важнейшие интерполяции, даны пояснения в отношении сомнительных мест.

## Переводы на русский язык
Долгое время полный русский перевод Дигест отсутствовал. Лишь в 1984 году Институт государства и права АН СССР издал перевод избранных фрагментов (примерно треть всего текста), выполненный И. С. Перетерским почти за тридцать лет до публикации.
В 1997 году ряд научных организаций — Центр изучения римского права, юридический факультет МГУ, Институт всеобщей истории РАН, исторический факультет МГУ и кафедра классической филологии филологического факультета МГУ — заключили соглашение о создании группы ученых по переводу, комментированию и редактированию Дигест. В научную группу вошли юристы, историки и филологи-классики Москвы, Санкт-Петербурга и некоторых других городов. За основу перевода было взято латинское издание Моммзена 1908 года. Фундаментальное русско-латинское издание Дигест было подготовлено и опубликовано в 2002—2005 годах; в 2006 году был издан отдельный том с научно-справочным аппаратом, в 2008 году вышло исправленное переиздание книг 1—19. В работе над изданием приняли участие такие ученые, как Е. А. Суханов, Л. Л. Кофанов, В. А. Савельев, В. А. Томсинов, А. А. Иванов и др. Перевод Перетерского был инкорпорирован и в это издание.
- Дигесты Юстиниана / Пер. с лат.; Отв. ред. Л. Л. Кофанов. — М.: Статут, 2002 (1-е изд.), 2008 (2-е изд.). — Т. I (книги I—IV). — 584 с. — ISBN 978-5-8354-0445-2.
- Дигесты Юстиниана / Пер. с лат.; Отв. ред. Л. Л. Кофанов. — М.: Статут, 2002 (1-е изд.), 2008 (2-е изд.). — Т. II (книги V—XI). — 622 с. — ISBN 978-5-8354-0456-8.
- Дигесты Юстиниана / Пер. с лат.; Отв. ред. Л. Л. Кофанов. — М.: Статут, 2003 (1-е изд.), 2008 (2-е изд.). — Т. III (книги XII—XIX). — 780 с. — ISBN 978-5-8354-0485-8.
- Дигесты Юстиниана / Пер. с лат.; Отв. ред. Л. Л. Кофанов. — М.: Статут, 2004. — Т. IV (книги XX—XXVII). — 784 с. — ISBN 978-5-8354-0199-4.
- Дигесты Юстиниана / Пер. с лат.; Отв. ред. Л. Л. Кофанов. — М.: Статут, 2004. — Т. V, полутом 1 (книги XXVIII—XXXII). — 616 с. — ISBN 5-8354-0229-5.
- Дигесты Юстиниана / Пер. с лат.; Отв. ред. Л. Л. Кофанов. — М.: Статут, 2004. — Т. V, полутом 2 (книги XXXIII—XXXVI). — 608 с. — ISBN 5-8354-0230-9.
- Дигесты Юстиниана / Пер. с лат.; Отв. ред. Л. Л. Кофанов. — М.: Статут, 2005. — Т. VI, полутом 1 (книги XXXVII—XL). — 736 с. — ISBN 5-8354-0267-8.
- Дигесты Юстиниана / Пер. с лат.; Отв. ред. Л. Л. Кофанов. — М.: Статут, 2005. — Т. VI, полутом 2 (книги XLI—XLIV). — 568 с. — ISBN 5-8354-0268-6.
- Дигесты Юстиниана / Пер. с лат.; Отв. ред. Л. Л. Кофанов. — М.: Статут, 2005. — Т. VII, полутом 1 (книги XLV—XLVII). — 552 с. — ISBN 5-8354-0295-3.
- Дигесты Юстиниана / Пер. с лат.; Отв. ред. Л. Л. Кофанов. — М.: Статут, 2005. — Т. VII, полутом 2 (книги XLVIII—L). — 568 с. — ISBN 5-8354-0296-1.
- Дигесты Юстиниана / Отв. ред. Л. Л. Кофанов. — М.: Статут, 2006. — Т. VIII: Статьи и указатели. — 677 с. — ISBN 5-8354-0352-6.